# 케인 (커맨드 앤 컨커)
케인(Kane)은 웨스트우드 스튜디오에서 만든 전략 시뮬레이션 게임인 커맨드 앤 컨커의 세계관에 등장하는 비밀 집단인 노드 형제단의 지도자로, 웨스트우드의 비디오 감독인 조지프 D. 쿠칸이 케인 역을 맡고 있다. 케인에 대해 약간 알려진 바로는, 많은 그의 추종자들이 그와 성경이나 쿠란에 나오는 케인과 직접적인 연관이 있다고 믿고 있고, 케인은 이에 대한 인정이나 부정을 하지 않고 있다고 한다. 카리스마 있고, 똑똑한 반사회인인 케인을 따르는 자들은 그를 신성한 존재로 여기고 있으며, 심지어 그를 메시아라고 생각하기도 한다.